# Costa de Óscar II

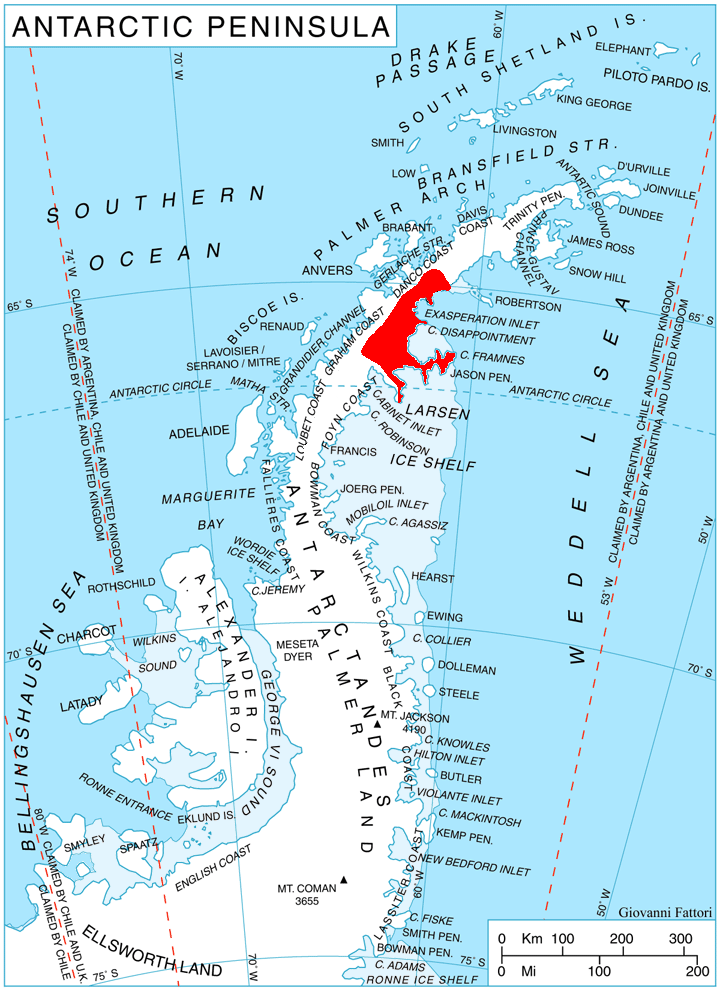
Localização da Costa de Óscar II na Península Antártica

A Costa de Óscar II é a porção leste da Península Antártica entre o Cabo Fairweather e o Cabo Alexander. Descoberta em 1893 pelo capitão Carl Anton Larsen, que a batizou em homenagem ao rei Óscar II da Suécia.